# 메구레 쥬죠
메구레 쥬죠(일본어: 目暮 十三, めぐれ じゅうぞう)는 아오야마 고쇼의 만화 《명탐정 코난》의 등장인물이다.

## 개요
- 경시청 형사부 수사 제1과 강력범 수사계의 경부이다.  모리 코고로가 형사였을 때 상관이었으며 (당시 계급은 경부보였다.).  나이는 45~46세 정도이다.[2]  항상 갈색 코트를 입고, 모자를 쓰고 다닌다(회색 코트에 모자를 쓰고 나온 적도 있음).  중년으로, 배가 많이 나왔기 때문에 동기인 나카모리 경부에게서 "너구리"라고 불리며 에도가와 코난과 쿠도 신이치가 동일인물임을 모르고 있다. 그래서 코난(신이치/남도일)이 모리 코고로를 이용해서 추리를 하는 것도 모르고, 한때 자신의 속을 썩히던 무능한 전직형사 모리를 명탐정으로 신임하고 있으며 코난(신이치/남도일)이 스즈키 소노코를 탐정 역으로 내세울 때에도 비슷한 반응을 보인다.

- 때론 부하직원들을 정확한 판단과 명령으로 지도하는 리더십으로 사건의 진상을 정확하게 밝혀내지만 해결하기 어려운 사건은 쿠도 유사쿠와 그 아들인 쿠도 신이치에게서 도움을 받아왔으며, 그 때문에 신이치의 추리력을 높이 평가한다. 신이치(남도일)의 몸이 작아져 코난이 된 이후에는 모리 코고로 (실제로는 코난)의 도움으로 사건을 해결하고 있다. 코고로가 형사 시절이었을 때는 그로 인하여 고생을 많이 하였으며, 코고로가 명탐정으로 인정을 받을 때에도 그가 가는 곳이면 매번 살인 사건이 일어나기 때문에 그를 "죽음의 신"이나 "역귀"로 부르곤[3] 하지만 사건 수사에 난항을 겪을 때는 자주 잠자는 코고로(가끔은 잠자는 소노코)에 의지하는 경우가 많다.

- 항상 모자를 쓰고 다니는데, 그 이유는 신참 때 당시 고등학생이었던 부인 미도리[4] 여사와의 만남과 관련된 교통사고로 인하여 다친 머리를 숨기기 때문[5]이라고 하나, 사실은 부인과의 첫 대화에 대한 기억을 잊고 싶지 않기 때문이다.  또한, 다른 사람의 연애에 대해서는 관심이 그다지 없으나, 타카기 형사와 사토 형사의 관계에 대해서는 약간 눈치를 채고 있는 듯하다. 실제 키요나가 전 관리관이 경시청에서 서로 좋아하는 경찰들이 있다고 들었다고 말하자, 메구레 쥬조 경부가 그런 소문이 있다면서 타카기 형사와 사토 형사를 바라본다.

- 범죄를 싫어하여 부하나 동료들에게는 결연한 태도로 대하는 편이나, 부인에게는 도시락을 싸주지 않으면 굶을만큼(화이트데이의 살인(투니버스)/배반의 화이트데이(서울문화사(현 서울코믹스)에서 펴낸 만화)) 의지하는 태도를 많이 보인다[6].

- 사건 현장에는 항상 타카기 형사를 대동하고 나타난다.[7] 시라토리 경부처럼 사격 솜씨는 그다지 좋지 않다[8]  또한, 기계치이기 때문에 컴퓨터 등을 다룰 때는 부하들에게 자주 도움을 받으며, 휴대 전화는 어느 정도 잘 쓰고 있지만, 익숙해질 때까지는 상당한 시간을 필요로 하고 있다. 이는 대한민국이나 일본국과 같은 국적에 관계없이, 메구레 탐정을 비롯한 먼저 세대가 다음세대와 달리 시대가 달라지는 속도에 맞게 살지 못함일 뿐이고,  정신노동자이냐, 육체노동자이냐에 따라 컴퓨터를 비롯한 전자기기를 능숙하게 쓰는 정도가 다르다.

- 상사인 마츠모토 키요나가 경시는 "메구레(目暮)"로, 모리 코고로는 "경부님(警部殿[9])", 혹은 "메구레 경부님(目暮警部)", 소년 탐정단의 요시다 아유미나  FBI의 조디 수사관은 "경부님(警部さん)", 그 밖의 다른 사람들은 "메구레 경부님(目暮警部)"로 부른다.
- 아가사 히로시처럼 자신보다 나이가 어린 사람을 부를 때는 남자나 여자나 상관없이 예의를 갖춘 존칭인 "군(君)"을 붙이며, 친밀감을 나타내는 호칭(ちゃん)은 절대 붙이지 않는다.[10]
- 극장판에는 시라토리 닌자부로와 더불어 모두 등장한다. 14번째의 표적에서는 조깅 중에 석궁으로 복부를 맞았으며, 칠흑의 추적자에서는 범인의 여자친구에게 칼로 배를 찔렸지만, 지방이 두꺼워서 장기의 손상을 막았기 때문에 생명에 지장은 없었고, 바로 업무에 복귀한다.
- 단행본 63권에서 타카기 형사의 말에 의하면 가창력에 약간 문제가 있는 것 같다.

## 성우진 및 드라마 배역
일본어판에서는 차후린 (茶風林)이 더빙을 맡고 있다. 한국어 더빙판의 경우 김정호가 2기를 맡은 것을 제외하고 1기 및 3기부터 지금까지 조동희가 더빙을 맡고 있다.  영어 더빙판은 마크 스토다드(Mark Stoddard)가 맡았다.
드라마 스페셜에서는 니시무라 마사히코 (쿠도 신이치에게 보내는 도전장 편)와 이부 마사토 (쿠도 신이치의 부활 편, 쿠도 신이치에게 보내는 도전장 ~ 괴조전설의 수수께끼 편)가 배역을 맡았다.

## 각 언어판별 이름
한국어 더빙판에서는 골롬보(혹은 골한석)라는 이름으로 나온다.  해외판에서는 조지프 메과이어 (Joseph Meguire)라는 이름으로 나온다.